# Мариенфельд (Алтайский край)
Мариенфельд (нем. Marienfeld) — упразднённый хутор в Немецком национальном районе Алтайского края. Точная дата упразднения не установлена.

## География
Хутор располагался в 7,5 км к северо-западу от села Гальбштадт, у села Отрадное.

## История
Основан в 1913 году. До 1917 года в составе Ново-Романовской волости Барнаульского уезда Томской губернии. В 1931 г. образован колхоз «Западная Сибирь».

## Население
| Год     | 1926 |
| ------- | ---- |
| Человек | 89   |